# Favela

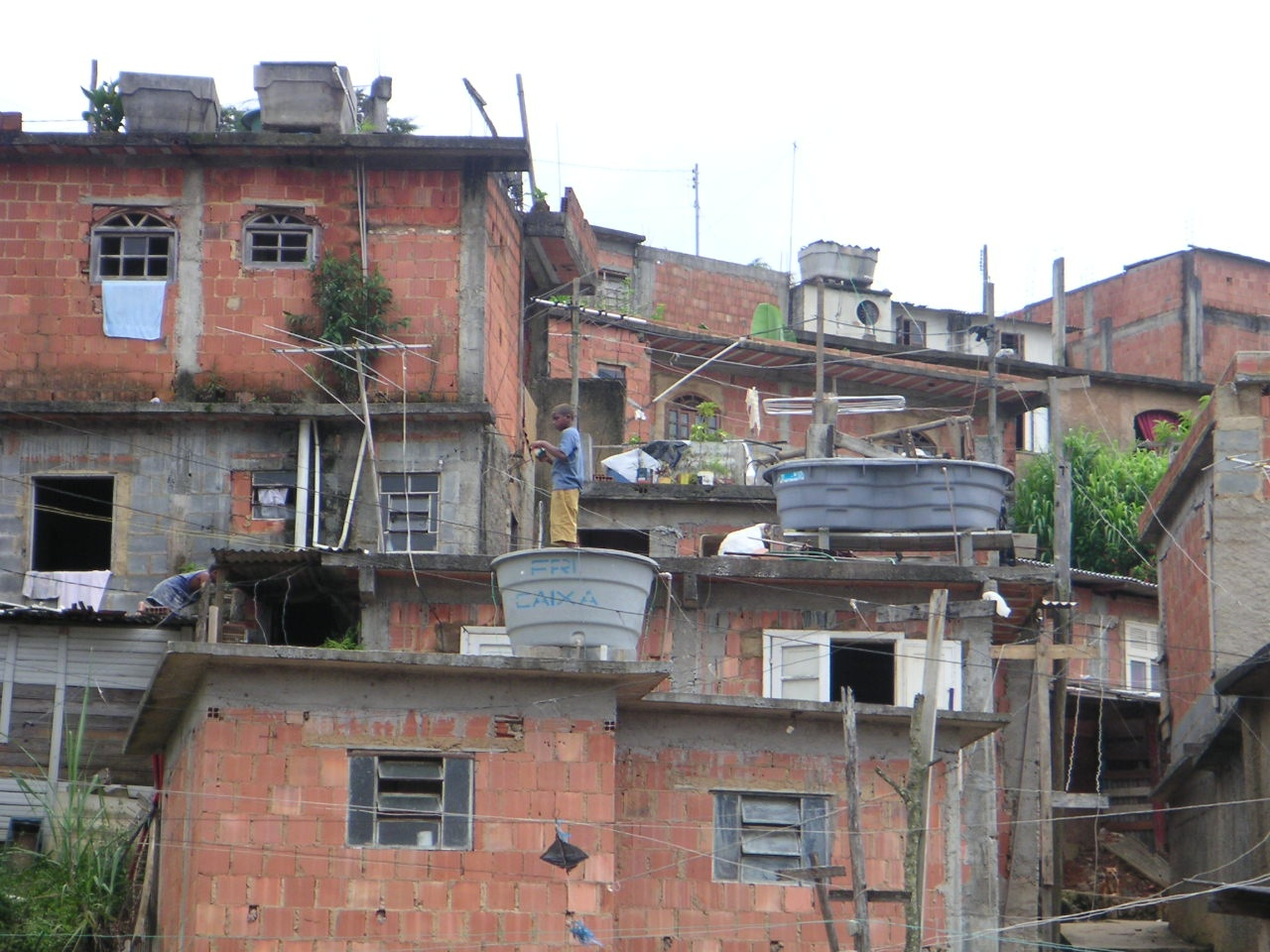
Habitat précaire dans la favela de Nova Friburgo dans l'État de Rio de Janeiro, en 2005.

Favela, aussi écrit favéla, désigne actuellement les bidonvilles brésiliens, situés sur des terrains occupés illégalement et contrôlés le plus souvent par des trafiquants de drogue qui luttent entre eux pour obtenir les plus vastes territoires, très souvent malsains  (marécages, pentes raides des collines), et dont les habitations sont construites avec des matériaux de récupération. Les plus connus et les plus étendus se trouvent dans la ville de Rio de Janeiro, qui en compte près de 968 (2008) et rassemblent le tiers de la population urbaine. Si les favelas sont emblématiques de la pauvreté urbaine, ont été très étudiées par les chercheurs et sont entrées dans la culture populaire, elles ne représentent pas la totalité de l'habitat précaire. Des géographes ont montré que les classes populaires logeaient aussi dans d'autres types d'habitats comme les palafitas (cabanons en bois sur les cours d'eau) ou les cortiços (logements délabrés dans les quartiers patrimoniaux des centres historiques).

## Historique
L'origine du nom favela comme lieu d'habitation populaire est apparu après la guerre de Canudos au Brésil, quand les soldats, installés sur un morro (colline) de cette région, le Morro da Favela appelé ainsi à cause de la grande quantité de la plante Favela (Jatropha phyllacantha ; famille des Euphorbiacées), en retournant à Rio de Janeiro, s'installèrent avec leurs familles sur le Morro da Providência. En souvenir des événements marquants qu'ils venaient de vivre, ils le nommèrent du nom de leur ancien lieu de séjour guerrier de l'État de Bahia. Le nom devint un courant synonyme de quartiers pauvres à partir de 1909.
La première favela apparaît à Rio de Janeiro en 1897, lorsque 20 000 anciens combattants de la guerre de Canudos (contre une communauté millénariste rebelle du nord-est du pays) sont relogés près d'une colline « colline des Favelas » ensuite ces favelas accueillent les populations pauvres majoritairement noires.
À São Paulo, les familles riches repoussent la pauvreté à la périphérie dès la fin du XIXe siècle. L'urbanisation accélérée de la période de l'après guerre accroit la marginalité, l'exclusion spatiale et la réorganisation des milieux sociaux (économiquement). La croissance économique des années 1960 atteint de nombreux migrants venus du Nordeste qui s'entassent dans les bidonvilles des grandes villes du sud-est et du sud du pays. Malgré des progrès dans la lutte contre la pauvreté, le Brésil compte encore en 2010 plus de 6 000 favelas dans 323 des 5 565 villes du pays pour un total de 11,4 millions d'habitants, soit 6 % de la population totale du pays. Les villes les plus touchées sont Belém avec 54 % des habitants vivant dans des favelas et Rio de Janeiro, où 22 % de la population, soit 1,4 million d'habitants, vit dans une des 900 favelas. Les favelas de Rocinha, Alemão et Da Maré sont les plus grandes favelas du pays.
Les favelas rassemblent le tiers de la population de l’État de Rio. Dans ces favelas, peu de place est faite aux routes. On y trouve de nombreuses marches, des passages étroits ou encore des fils électriques qui pendent. Il existe six stations de télécabines installées par la société française Poma. De colline en colline, 150 cabines permettent de filer en quelques minutes jusqu'à la station d'en bas. Ces cabines peuvent transporter trois-mille personnes par heure. De nombreux dispositifs similaires ont vu le jour pour tenter de relier ces zones malgré un terrain raide et sinueux. Leur coût est cependant problématique, notamment en raison de la difficulté à aménager des univers densément peuplés. À chaque élection le problème des transports dans les favelas revient. Les candidats promettent d'y remédier. Des projets sont lancés mais ils sont souvent sans suite. Ainsi quatre nouvelles lignes de métro sont annoncées depuis une éternité mais n'ont pas encore débuté.

### Situation actuelle
Les favelas sont caractérisées par : les conditions de vie dégradées, leur occupation illégale sur des terrains auxquels leurs habitants ne sont pas censés avoir accès et par le manque d'infrastructure (eau, électricité, chauffage...). L'exclusion sociale est à l'origine du développement de l'économie parallèle et de nombreux trafics, qui sont autant de stratégies de survie. Depuis les années 1980, le trafic de drogues a pris possession de nombreuses favelas, notamment à Rio de Janeiro entrainant une augmentation du taux de criminalité.

Les difficultés des favelas sont nombreuses :
- Manque d'infrastructures (égouts, par exemple)
- Misère
- Violence : les gangs de la drogue se font la guerre dans les rues[7].
- Trafics illégaux de drogue, d'armes, de prostitution, etc.

En 2011, les images de l'armée prenant possession des favelas Rocinha et Vidigal situées dans la zone sud de Rio de Janeiro ont fait le tour du monde dans la perspective de la Coupe du monde de football en 2014 et des Jeux olympiques d'été de 2016.
À Rio, les habitants opposent les favelas à l'« asphalte », qui désigne les quartiers aisés ou de classes moyennes, où les routes sont goudronnées. Certains hôtels proposent un tour guidé à la favela de Rocinha, qui fut visitée en son temps par le pape Jean-Paul II.
Il est cependant important de rappeler que la majorité des favelados, habitants des favelas, sont des gens ordinaires qui n'ont aucune connivence avec les mafias. Beaucoup d'entre eux ont un travail, comme femme de ménage, chauffeur de bus, de taxi, chauffeur pour les transports touristiques et même des policiers, alors que certains mafieux, dont les chefs dirigeants, habitent, quant à eux, dans l'« asphalte ». On déconseille généralement de se promener dans ces quartiers sans être bien accompagné.
Cependant bien que la plupart des habitants ne soient pas connectés aux réseaux mafieux, les réseaux mafieux contrôlent les favelas avec un système hiérarchique très bien organisé où les opposants des dirigeants mafieux sont très vite mis hors d'état de nuire ou mis de leur côté via des pots-de-vin, avantages en nature.
Depuis quelques années, des tours opérateurs organisent des visites guidées des favelas de Rio de Janeiro. La demande concerne 5 % des touristes qui viennent visiter la ville. Cependant, depuis que le Brésil s'est vu offrir l'organisation de la Coupe du monde de football de 2014 et celui des Jeux olympiques d'été de 2016 pour la ville de Rio, les pouvoirs publics brésiliens ont décidé d'utiliser des moyens militaires pour déloger les narcotrafiquants avec un certain succès, notamment à Vila Cruzeiro à Rio en novembre 2010.

### La culture populaire
Depuis ses débuts, la favela est aussi le berceau d'une culture populaire particulièrement vivante. Au début du XXe siècle, elle est à l'origine de la samba, de la musique noire et rebelle à la gloire du Malandro, un bandit mythique. Les cultes religieux africains s'y développent aussi. Dans les années 1970, les migrants répandent dans les favelas le forró, cette musique dansante originaire du nord-est du pays. Plus récemment, les favelas sont à la base de l'explosion de la musique funk à Rio de Janeiro ou du hip-hop à São Paulo. Les grandes figures du rap brésilien, comme Racionais MC's racontent la misère et la frustration des habitants des favelas qui rêvent d'un monde meilleur. Le film La Cité de Dieu sorti en 2002 contribue à répandre une image de la vie dans les favelas faite de violence mais aussi d'espoir. L'expansion artistique est un contrepoint à la violence et permet aux jeunes de développer des projets au service de leur communauté. Elle est soutenue par certaines mairies qui travaillent étroitement avec les jeunes, notamment grâce à la création de services qui leur sont destinés. Certaines entreprises privées soucieuses de leur responsabilité sociale leur apportent également un soutien.

## Droit
Les favelas sont généralement considérées comme en dehors du droit brésilien.

### Droit de dalle
(mars 2024).

### En rapport
- Manuel pratique de la haine (Éditions Anacaona) : roman écrit par Ferréz et préfacé par Paulo Lins révélant sans fard la brutalité des favelas de São Paulo "Sans perspective de futur, tombés dans l’engrenage cruel de la haine, poussés par une faim ultime, ils tuent, aiment ou meurent dans des proportions démesurées."
- Je suis favela (Éditions Anacaona) : recueil de 22 nouvelles offrant un visage sans fard de la favela de ses enfants, de ses habitants et de ses trafiquants. Écrit par 9 auteurs Ferréz, Rodrigo Ciriaco, Marcelo Freire, Marcal Aquino...
- Troupe d'élite : film de José Padilha et Braulio Montovani, retraçant le quotidien de policiers membres du Bataillon d'Opérations Policières spéciales de Rio de Janeiro et l'entrainement qu'ils doivent endurer afin de combattre efficacement le narcotrafic dans la favela.
- Troupe d'élite 2 : la suite de Troupe d'élite, 13 ans plus tard l'ennemi n'est plus le trafiquant de drogue de la favela.
- La Cité de Dieu (film) : film de Fernando Meirelles et Katia Lund retraçant la vie d'un jeune dans une favela de Rio de Janeiro.
- Fast and Furious 5 : film de Justin Lin et Chris Morgan : Depuis que Brian (Paul Walker) et Mia Toretto (Jordana Brewster) ont extirpé Dom (Vin Diesel) des mains de la justice, ils ont dû franchir de nombreuses frontières pour échapper aux autorités. Retirés à Rio de Janeiro dans la favela, ils sont contraints de monter un dernier coup pour se faire blanchir et recouvrer leur liberté.
- La Cité des hommes : Série télévisée brésilienne de Kátia Lund et Fernando Meirelles d'après le film La Cité de Dieu.